# روبن گالیچیان
روبن آرامی گالیچیان (به ارمنی Ռուբեն Արամի Գալչյան - به انگلیسی Rouben Galichian)، (زاده ۱۹۳۸ میلادی، در تبریز-ایران)، محقق، پژوهشگر مستقل و متخصص در نقشه‌های تاریخی ارمنستان و منطقه قفقاز جنوبی است. روبن و خانواده اش در دوران نسل‌کشی ارمنیان از شهر وان مهاجرت و از طریق ارمنستان وارد کشور ایران شدند. روبن بعد از به پایان رساندن تحصیلات خود در تهران با بورسیه تحصیلی از کشور انگلستان به اروپا می‌رود و در رشته مهندسی برق از دانشگاه استون در سال ۱۹۶۳ میلادی فارغ‌التحصیل می‌شود. پس از بازگشت به ایران او در صنایع نفت و گاز ایران برای اولین بار به عنوان مهندس و سپس به عنوان مدیر پروژه برای پروژه‌های مختلف ایجاد خط لوله مشغول کار شد. او در پروژه‌های بسیاری با شرکت‌های انگلیسی همکاری نموده‌است.

## زندگی‌نامه
خانواده روبن گالیچیان در دوران نسل‌کشی ارمنی‌ها از شهر وان مهاجرت و از طریق ارمنستان به ایران نقل مکان کردند. روبن بعد از به پایان رساندن تحصیلات خود در تهران با بورسیه تحصیلی برای ادامه تحصیل به انگلستان می‌رود و در رشته مهندسی برق از دانشگاه استون در سال ۱۹۶۳ میلادی فارغ‌التحصیل می‌شود.
پس از بازگشت به ایران او در صنایع نفت و گاز ایران برای اولین بار به عنوان مهندس و سپس به عنوان مدیر پروژه برای پروژه‌های مختلف ایجاد خط لوله مشغول کار شد. او در پروژه‌های مختلفی با شرکت‌های انگلیسی همکاری نموده‌است.
روبن گالیچیان مطالعه دربارهٔ نقشه‌های تاریخی را از سال ۱۹۷۰ میلادی به صورت حرفه‌ای آغاز نموده‌است. در سال ۱۹۷۶ میلادی با سعی و کوشش بسیار توانست مجموعه نقشه‌های کمیاب تاریخی قفقاز و جهان را جمع‌آوری و مطالعه و به صورت کتاب به ماتناداران اهداء نماید.
از طرف دانشگاه‌های مختلف جهان (دانشگاه تهران، آکسفورد، کمبریج، ایروان، بوستون) برای سخنرانی در مورد موضوعات مرتبط نقشه‌های تاریخی جهان از روبن گالیچیان دعوت به عمل می‌شود.
روبن و همسرش «ماریت» نیز در بسیاری از پروژه‌های خیریه در ارمنستان همکاری می‌کنند. روبن یک مؤسسه خیریه در انگلستان تأسیس نموده‌است؛ او و همسرش طرح‌های مختلفی مانند:ایجاد آموزشگاه (به نام پسرشان لوون گالیچیان) صنایع دستی و هنرهای زیبا و ایجاد مراکز بهداشتی در شهر وانادزور و استان آرماویر به اجرا درآوردند.

## فعالیت‌ها
روبن گالیچیان کتاب‌ها و مقالات بسیاری را در مورد تاریخ و نقشه‌های تاریخی متعلق به قفقاز را منتشر کرده‌است. اولین کتاب خود را تحت عنوان «نقشه‌های تاریخی ارمنستان» در سال ۲۰۰۴ میلادی به چاپ رسانید، این کتاب در مورد نقشه‌های تاریخی ۲۶۰۰ ساله از مناطق قفقاز، ایران، مناطق تاریخی ارمنستان و امپراتوری روم بود که با استقبال بسیاری همراه شد به طوری که در سال ۲۰۰۵ میلادی بهترین فروش سال را از آن خود کرد.
از دیگر کتاب‌های معروف او می‌توان به: «کتاب جعل تاریخ» و «کتاب برخورد تواریخ در جنوب قفقاز» را که به زبان فارسی ترجمه شده‌است را نام برد.

## جوایز
به پاس تلاش‌های روبن گالیچیان (دستاوردهای فرهنگی)، از سوی فرهنگستان ملی علوم ارمنستان در سال ۲۰۰۸ میلادی به او دکترای افتخاری اهداء شد و همچنین در سال‌های ۲۰۰۹ میلادی و ۲۰۱۵ میلادی به مدال وازگن یکم و مدال موسس خورناتسی نائل شده‌است.